# Sauerland
Het Sauerland is een gebied in de Duitse deelstaten Noordrijn-Westfalen en Hessen.
De naam Sauerland verscheen voor het eerst in 1266 in schrift als 'Suderland'. Het wegvallen van de 'd' gebeurde vanaf 1400. Om deze reden is de betekenis: Sauerland = zuidelijk land, het meest overtuigend. Het Sauerland had in de 17e en 18e eeuw een traditie van kleinschalige metaalindustrie. De bevolking -lange tijd onderdanen van het Keurvorstendom Keulen- is overwegend rooms-katholiek. Tot de folklorische tradities behoren de soms traditionele schuttersfeesten. In het Sauerland staan de brouwerijen van de biermerken Warsteiner en Veltins. 
Voor de economie in het gebied is naast het toerisme ook de bosbouw van betekenis. Onder andere bij Bestwig worden kerstbomen gekweekt.
In vergelijking met het gebied langs de Rijn meer naar het westen en het Ruhrgebied is het minder dichtbevolkt. Het heuvelrijke en beboste gebied vormt door de ligging in de nabijheid van Nederland traditioneel een reisbestemming van veel Nederlanders.
De hoogte varieert van ongeveer 200 m in het dal van de Ruhr tot ruim 840 m in Hochsauerland, in de omgeving van Winterberg. Daar ligt de Kahler Asten, 841,9 m. De Langenberg is met 843,2 m de hoogste berg van het Sauerland en ligt op de grens van Noordrijn-Westfalen en Hessen. Het Sauerland ligt in het stroomgebied van de Rijn en de Wezer. In Sauerland ontspringen verschillende rivieren. Een aanzienlijk deel van deze rivieren wordt onderbroken door stuwmeren, die dienen voor wateropslag, regulatie van het waterpeil, recreatie en soms energievoorziening. Een aantal van de stuwdammen is tijdens de Tweede Wereldoorlog gebombardeerd.

## Ligging

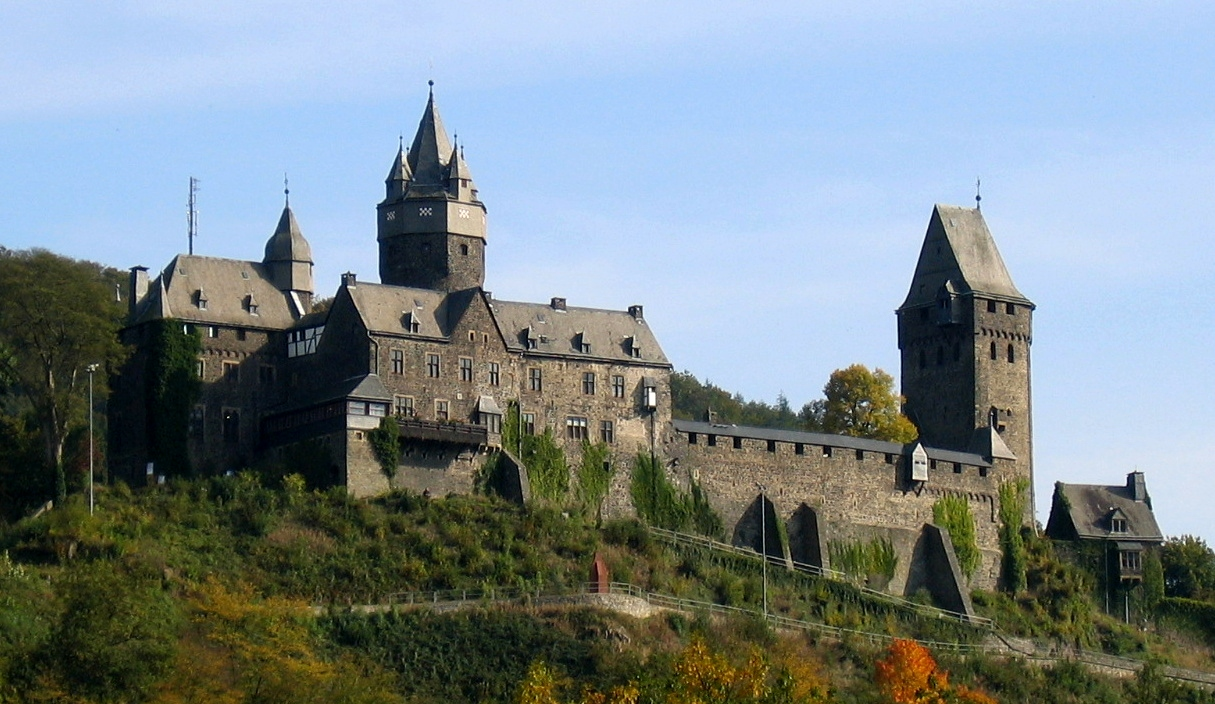
Burg Altena

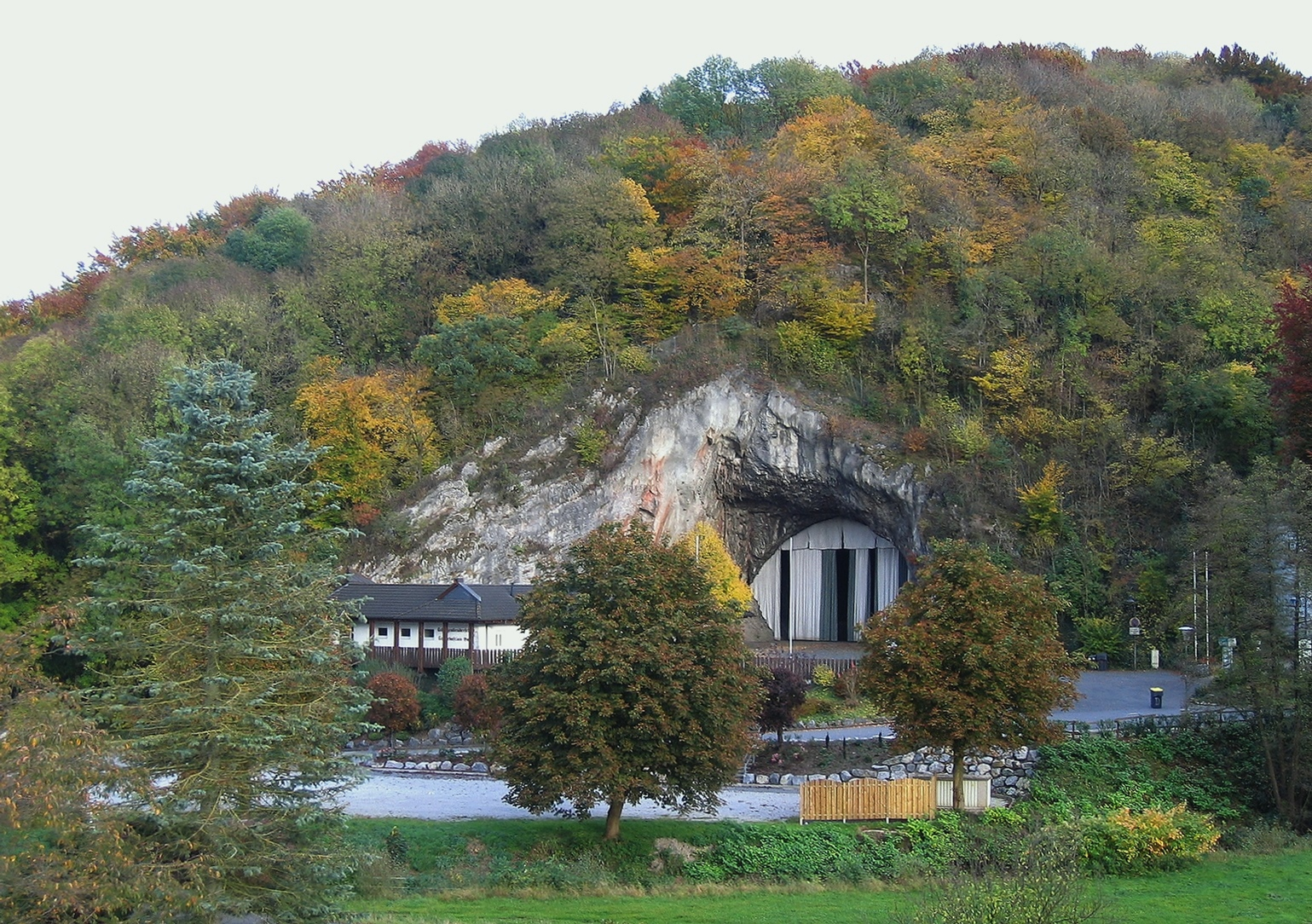
Balver Höhle

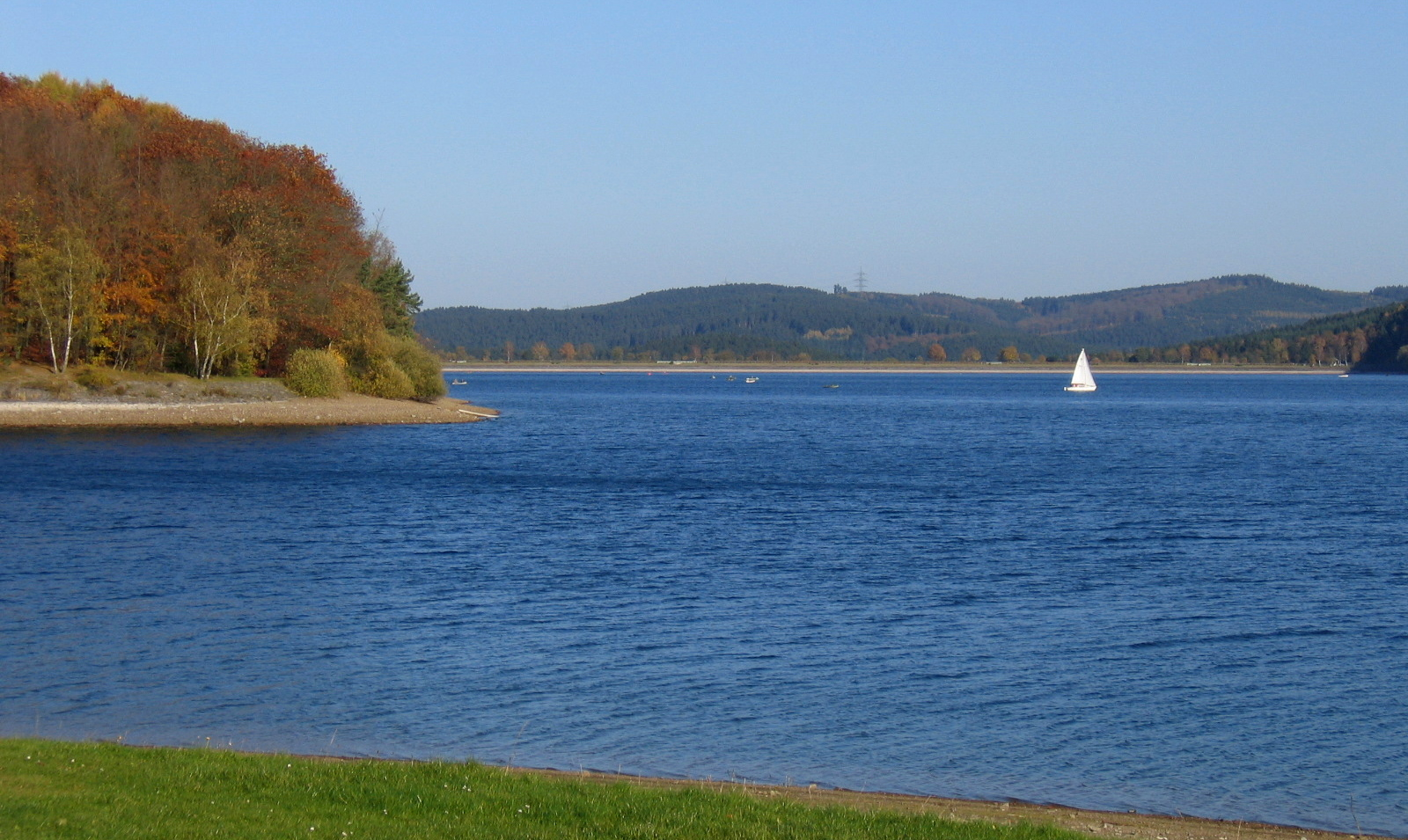
Sorpesee

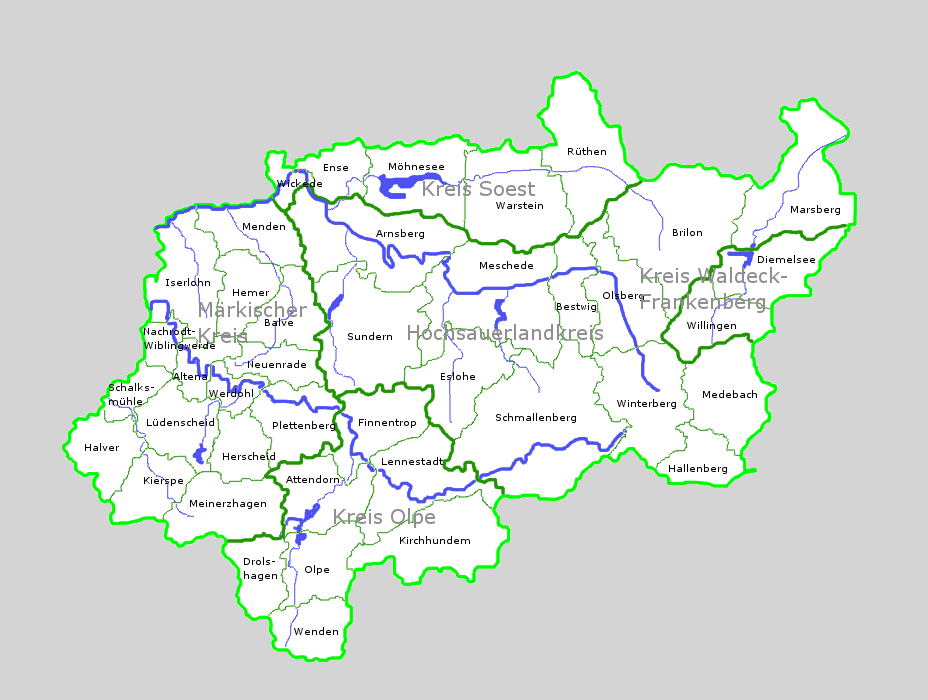
Kaart van de gemeenten in het Sauerland. De dikke blauwe lijnen zijn de rivieren Ruhr in het noorden en Lenne in het zuiden.

Aan het Sauerland grenzende gebieden, waarbij de grenzen niet precies zijn bepaald, zijn het Bergisches Land in het westen, het Ruhrgebied in het noordwesten, het dal van de Lippe in het noorden en Waldeck in het oosten. Het Rothaargebergte vormt het zuidelijk deel van het Sauerland, waar dat het hoogst is.
Bestuurlijk ligt het in het gebied van het Hochsauerlandkreis, Kreis Soest, Kreis Olpe en het Märkischer Kreis in Noordrijn-Westfalen en Landkreis Waldeck-Frankenberg in Hessen.

## Toerisme
Sauerland biedt diverse mogelijkheden voor toerisme:
- Er is wintersport mogelijk in de omgeving van Winterberg en Willingen
- Er liggen stuwmeren: de Möhnesee, de Biggesee, de Edersee, de Hennesee en de Diemelsee en de Sorpesee.
- Bij Iserlohn ligt een grot, die door publiek kan worden bezocht: de Dechengrot.
- Bij Attendorn, nabij de Biggesee ligt een druipsteengrot genaamd de Attagrot.
- Er liggen oude plaatsen: Arnsberg, Meschede, Winterberg, Willingen, Korbach, Bad Wildungen en Attendorn
- Er zijn wandelpaden door het afwisselende landschap, zoals de Rothaarsteig.
- Attracties zijn de pretparken Fort Fun Abenteuerland bij Bestwig en Panorama-Park Sauerland Wildpark bij Rinsecke, gemeente Kirchhundem.
- Kastelen in het Sauerland zijn Burg Altena bij Altena (Westfalen) en Burg Bilstein bij Bilstein (Lennestadt).
- De Karl May Festspiele in Elspe, gemeente Lennestadt

Bergstraße · Bergwinkel · Burgwald · Ederbergland · HabichtswaldHabichtswald · Hessisches Ried · Hoher Meißner · Hüttenberger Land · Kaufunger Wald · Kellerwald · Knüll · Lahngau · Lahn-Dill-Bergland · Maingau · Mittelhessen · Mittelrhein · Odenwald · Reinhardswald · Rhein-Main-Gebiet · Rhein-Neckar-Dreieck · Rheingau · Rhön · Sauerland · Schlierbachswald · Seulingswald · Spessart · Stölzinger Gebirge · Taunus · Upland · Vogelsberg · Waldeck · Weserbergland · Wesertal · Westerwald · Wetterau ·